# 티모시 리차드

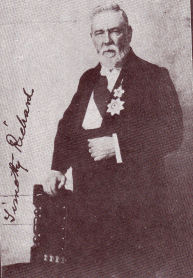
티모시 리처드

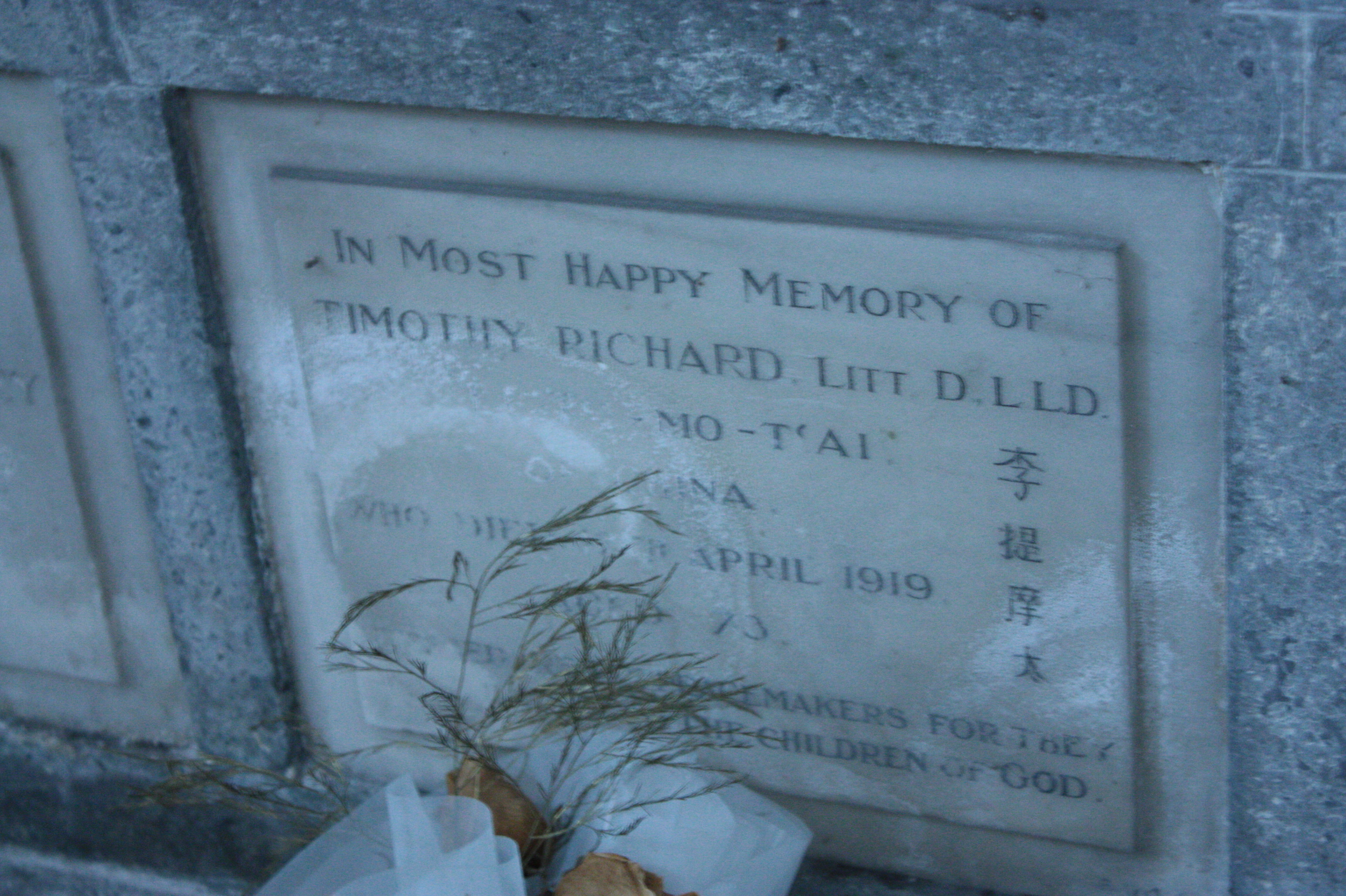
골더스 그린 화장터에 있는 티모시 리처드의 유해

티모시 리처드(영어: Timothy Richard, 중국어: 李提摩太 이티모타이, 1845년 10월 10일 ~ 1919년 4월 17일)는 중국에 파견된 웨일스 침례교 선교사로, 중국의 근대화와 중화민국의 부상에 영향을 미쳤다.

## 생애
리처드는 1845년 10월 10일 남웨일스 카마던셔 팔디브레닌에서 독실한 침례교 농부 가족인 티모시와 엘리너 리처드의 아들로 태어났다. 제2차 대각성 운동에 영감을 받아 선교사가 되기로 결심한 리처드는 1865년 교직을 떠나 해버퍼드웨스트 신학대학에 입학했다. 그곳에서 그는 자신을 중국에 헌신했으며, 화북 대기근 (1876년~1879년) 동안 구호 활동에 적극적인 역할을 했다. 그는 중국에서 전족 반대와 성평등 증진에 앞장섰다.
리처드는 새로 설립된 중국 내지 선교회에 지원했지만, 허드슨 테일러는 그가 교파적 침례교 선교에 더 도움이 될 것이라고 생각했다. 1869년 침례교 선교회 (BMS)는 리처드의 지원을 받아 그를 산둥의 옌타이로 파견했다.
1897년 리처드는 그곳의 기독교 선교 상황을 알아보기 위해 인도로 여행을 떠났다. 젊은 선교사 아서 고스틱 쇼록과 함께 여행하며 그들은 실론, 마드라스, 아그라, 바라나시, 델리, 콜카타를 거쳐 최종적으로 뭄바이를 방문했다.
티모시 리처드는 의화단 운동 중 타이위안 학살의 여파를 처리하는 데 청나라 정부를 도왔다. 그는 주요 원인이 인구의 교육 부족이라고 생각하여 청나라 관리 이홍장에게 영국에 대한 의화단 배상금으로 타이위안에 현대적인 대학을 설립할 것을 제안했고, 그의 제안은 나중에 승인되었다. 1902년, 티모시 리처드는 영국 정부를 대표하여 중국에서 가장 초기에 설립된 현대 대학 중 하나인 산시 대학을 설립했다. 티모시 리처드는 10년 후인 1912년까지 산시 대학 건설 기금을 담당했다. 그 기간 동안 그는 또한 산시 대학의 서양 학부 학장을 역임했다.
중국에서 티모시 리처드는 영 존 알렌이 1868년부터 1907년까지 창간하고 편집한 월간지 『만국공보』 또는 『시평』에 기고자가 되었다. 이 신문은 "중국에서 다른 어떤 단일 기관보다 개혁에 더 많은 기여를 했다"고 알려져 있다. 이 신문은 39년 동안 발행되면서 광범위하고 영향력 있는 중국 독자층을 끌어모았다. 이 신문이 폭넓은 학자 독자층에게 어필한 방법 중 하나는 시사 문제와 경제에 대한 논의를 통해서였다. 청일 전쟁 시기인 1894년에서 1895년 사이의 에세이 제목으로는 "공자의 후예가 쓴 국제 교류", "조셉 에드킨스 박사가 쓴 국가를 부유하게 하는 방법", "티모시 리처드 목사가 쓴 기독교의 주요 이점", "송옥규가 쓴 의심 억제와 그리스도 영접" 등이 있었다. 이 기사들은 기독교 신앙에 실용적인 적용을 부여하고 기독교를 중국인에게 유용한 개념으로 묘사했는데, 알렌과 그의 기고자들은 시장 경제 및 국제법과 같은 개념과 동등한 수준으로 묘사하고자 했다. 청나라 개혁가 캉유웨이는 이 출판물에 대해 "나는 주로 티모시 리처드 목사와 영 J. 알렌 박사라는 두 선교사의 저작에 힘입어 개혁으로 전환했다"고 말한 적이 있다.
리처드는 또한 뒤를 돌아보면서를 중국어로 『백년일각』(百年一覺 Bainian Yi Jiao)으로 번역했으며, 오승은 (명나라)의 소설 『서유기』의 일부를 영어로 번역했다.
리처드의 서류는 옥스퍼드의 리젠트 파크 칼리지에 있는 BMS 기록 보관소에 보존되어 있다.
1919년 4월 사망 후, 리처드는 화장되었고 그의 유골은 골더스 그린 화장터의 납골당에 안치되었다. 기념비는 대부분 중국어로 되어 있다.

## 작품
- Richard, Timothy (1905). 《Some Hints for Rising Statesman》.
- Richard, Timothy (1906). 《Calendar of the Gods in China》. Methodist Publishing House.
- Richard, Timothy (1907). 《Conversion by the Million in China: Being Biographies and Articles, 2 vols》. Shanghai: Christian Literature Society. Volume One, Volume Two
- Richard, Timothy (1916). 《Forty-Five Years in China》. New York: Frederick A. Stokes.

## 더 읽어보기
- Bohr, Paul R.; Famine in China and the Missionary: Timothy Richard as Relief Administrator and Advocate of National Reform, 1876-1884 (1972)
- Kaiser, Andrew (2019). 《Encounter China: The Evolution of Timothy Richard's Missionary Thought (1870-1891)》. Eugene, OR: Pickwick Publications.
- Price Evans, Edward William; Welsh Biography Online
- Mary Martin Richard ("Mrs. Timothy Richard, ") (1907). 《Paper on Chinese Music》. Presbyterian Mission Press.
- Soothill, W. E.; Timothy Richard of China (1924)
- Stanley, Brian (1992). 《The History of the Baptist Missionary Society, 1792-1992》. Bloomsbury T & T Clark.
- Williamson, H. R.; British Baptists in China, 1845-1952 (1957)
- D.H. Chambers; "Tim China",  2011
- Reeve, B. (1911). Timothy Richard, D.D. : China missionary, statesman and reformer, London : S.W. Partridge & Co., Ltd.
- Johnson, E.V. Timothy Richard's Vision Education and Reform in China, 1880-1910  (2014)